# ويليام أ. فوستر
ويليام أ. فوستر (بالإنجليزية: William A. Foster)‏ هو عسكري أمريكي، ولد في 17 فبراير 1915 في غارفيلد هايتس في الولايات المتحدة، وتوفي في 2 مايو 1945 في جزيرة أوكيناوا في اليابان.